# هارالد هاس
هارالد هاس (بالألمانية: Harald Haas)‏ هو عالم حاسوب ألماني، ولد في 1968 في نويشتات أن در آيش في ألمانيا.

## وصلات خارجية
- الموقع الرسمي